# Nadav Hadar Crivelli
Nadav Hadar Crivelli (Piemonte, ...) è uno scrittore e astrologo italiano.

## Biografia
Nadav Hadar Crivelli è tra i più autorevoli conoscitori di Cabala e Metafisica ebraica presenti sul panorama italiano ed internazionale.
Deve la sua esperienza al patrimonio culturale ricevuto da numerosi maestri di fama internazionale tra cui citiamo Rabbi Shlomo Carlebach e Rav Yitzchak Ginsburg. Ha alle sue spalle numerose collaborazioni con altrettante figure di rilievo nell’ambito cabalistico come ad esempio Aryeh Kaplan per il quale scrive la prefazione del libro Sefer ha-Bahir nella versione tradotta per il pubblico italiano dall’editore Spazio Interiore.
Nadav Hadar Crivelli vive ed insegna a Gerusalemme, città in cui ha sede da oltre 40 anni la sua scuola di studi Cabalistici volta a diffondere la tradizione più pura della metafisica ebraica. Tra i suoi maestri c'è stato anche rabbi Joel David Bakts (za'l), discendente e discepolo del Gaon di Vilna. Rabbi Joel ha portato molte rivelazioni e novità, di grande attualità. Sta nascendo una vera e propria "Cabalà Adamitica", che rivela oltre ogni dubbio la multidimensionalità del testo ebraico e dei suoi commentari nella Torà orale. Multidimensionalità significa ascendere ad uno stato paradisiaco, dove è lo stesso Adam a darci insegnamenti. Ciò avviene tramite la Luce più alta dell'Albero della Vita cabalistico: Keter, la Corona. Nadav insegna che c'è un importante messaggio nel nome della presente crisi mondiale, "corona". E' il segno chiaro che siamo invitati ad entrare negli stati di consapevolezza più elevati che esistano (Keter). Lo studio e la contemplazione delle lettere ebraiche, nella loro versione originale, è parte integrante del risveglio delle qualità dell'anima (le dieci Sefirot).
Fine anni '80 Nadav ha fondato la scuola "Sapienza della Verità", dedicata allo studio della Cabalà. Qualche anno fa essa è diventata la comunità "Leitiel Leitiel" לאיתיאל לאיתיאל, sempre centrata intorno all'apprendimento della sapienza cabalistica, ma in un modo più aperto ed universale, nella direzione delle scuole di Salomone 3000 fa circa, a Gerusalemme. 

## Astrologia Cabalistica
Nadav Hadar Crivelli studia la pratica dell'astrologia umanistica o transpersonale di cui Dane Rudhyar fu pioniere. Successivamente ha sviluppato un proprio metodo innovativo di astrologia che mette in relazione l'interpretazione della Tora' in chiave cabalistica e di Chasidismo per fornire una chiave di lettura archetipale delle dinamiche psiche-anima in un quadro personale definito "Albero della vita".
Il metodo di astrologia cabalistica si differenzia inoltre per utilizzare la relazione tra i segni zodiacali ed i pianeti con le lettere dell'alfabeto ebraico come strumento interpretativo del proprio compito individuale designato e fornendo le risorse per realizzarlo. Nadav intende il tema natale come il mandala della propria vita, cioè i meravigliosi disegni, intrecci e ricami intessuti dai pensieri e dalle energie divine operanti al momento nel quale l'anima si incarna nel mondo. 

## Pubblicazioni
- Introduzione Alla Cabala (Casa Editrice Psiche 2)[4][5]
- La Via Regale (Casa Editrice Psiche 2)[4][5]
- I Numeri del Segreto (Casa Editrice Psiche 2)[4][5]
- Shir ha Shirim – Riflessioni Cabalistiche sul Cantico dei Cantici (Casa Editrice Psiche 2)[4][5]
- Lo Zodiaco Interiore (Casa Editrice Psiche 2)[4][5]
- I Settantadue Nomi di Dio ( Casa Editrice Psiche 2)[4][5]
- La Via dell’Amore (Casa Editrice Psiche 2)[4][5]
- L’Incenso del Tempio e l’Olio dell’Unzione: uno Studio Cabalistico (Autori Nadav Hadar Crivelli e Dott.Riccardo Yedidiah Scotti) ( Casa Editrice Psiche 2)[4][5]
- Anche un Granchio può diventare un Principe (ed. Piemme).[4][5]
- Maschio e Femmina li creò (ed. Elysium)[4][5][1]
- Astrologia-Speciale di Oltreconfine (Vari autori) (ed. Spazio Interiore)[4][5]